# Misterton (Nottinghamshire)
Misterton – wieś w Anglii, w hrabstwie Nottinghamshire, w dystrykcie Bassetlaw. Leży 59 km na północ od miasta Nottingham i 221 km na północ od Londynu. Miejscowość liczy 1223 mieszkańców.